# 7 Batalion Celny
7 Batalion Celny – jednostka organizacyjna formacji granicznych II Rzeczypospolitej.

## Formowanie i zmiany organizacyjne
Na podstawie rozkazu Ministra Spraw Wojskowych nr 3046/Org z dnia 24 marca 1921 w miejsce batalionów wartowniczych i batalionów etapowych utworzone zostały bataliony celne. 7 batalion celny powstał na terenie Okręgu Generalnego „Kraków”, na bazie 2/V batalionu wartowniczego. Etat batalionu wynosił 14 oficerów i 600 szeregowych. Podlegał Komendzie Głównej Batalionów Celnych, a pod względem politycznym Ministrowi Spraw Wewnętrznych.
Mimo że batalion był w całym tego słowa znaczeniu oddziałem wojskowym, nie wchodził on w skład pokojowego etatu armii. Uniemożliwiało to uzupełnianie z normalnego poboru rekruta. Ministerstwo Spraw Wojskowych zarówno przy ich formowaniu, jak i uzupełnianiu przydzielało mu często żołnierzy podlegających zwolnieniu, oficerów rezerwy oraz szeregowców i oficerów zakwalifikowanych przez dowództwa okręgów generalnych jako nie nadających się do dalszej służby wojskowej. Rozkazem tajnym nr 10 z 7 października 1921 Komendant Główny Batalionów Celnych nakazał likwidację batalionów nr 14., 17. i 18. W myśl tego rozkazu 18 batalion celny miał przekazać swoją 2 kompanię do 7 batalionu celnego w Żywcu. W dniu 28 października wszystkie kompanie rozformowywanych batalionów winny odejść do miejsc nowego przeznaczenia. 
W listopadzie 1921 Ministerstwo Spraw Wewnętrznych postanowiło powołać brygady celne. 7 batalion celny wszedł w struktury 3 Brygady Celnej. 
Od chwili powstania sztab batalionu pozostawał w Żywcu. Całością sił pełnił służbę do sierpnia 1922. Wtedy to został zluzowany przez Straż Celną. Jesienią 1922 7 batalion celny przekazał swój odcinek graniczny nowo powstałemu Inspektoratowi Straży Celnej „Żywiec”. We wrześniu 1922 batalion miał być przedyslokowany do Oran. W tym celu został ześrodkowany w Żywcu. Jedynie 2 kompania celna pozostawała w Łodygowicach. 9 października 1922 sztab batalionu przebywał nadal w Żywcu, a kompanie jak we wrześniu. W trzeciej dekadzie października 1922 batalion przybył na teren województwa nowogródzkiego i obsadzał odcinek graniczny w powiecie lidzkim od rzeki Ula do rzeki Mereczanka. Batalion luzował Grupę Marcinkańce.
Wykonując postanowienia uchwały Rady Ministrów z 23 maja 1922, Minister Spraw Wewnętrznych rozkazem z 9 listopada 1922 zmienił nazwę „Baony Celne” na „Straż Graniczna”. Wprowadził jednocześnie w formacji nową organizację wewnętrzną. 7 batalion celny przemianowany został na 7 batalion Straży Granicznej.

## Służba celna
Odcinek batalionowy podzielony był na cztery pododcinki, które obsadzały kompanie wystawiające posterunki i patrole. Posterunki wystawiano wzdłuż linii granicznej w taki sposób, by mogły się nawzajem widzieć w dzień. W tym zakresie batalion współpracował z posterunkami i patrolami Policji Państwowej. Współpraca polegała na tym, że te pierwsze wystawiały wzdłuż linii granicznej stale posterunki i patrole, natomiast policja tworzyła je w głębi strefy, poza linią graniczną. W zakresie ochrony granicy batalion podlegał staroście.
Sąsiednie bataliony
- 9 batalion celny w Oświęcimiu ⇔ 8 batalion celny w Nowym Sączu – VI 1921[17]

## Kadra batalionu
Dowódcy batalionu
| stopień    | imię i nazwisko   | okres pełnienia służby       | kolejne stanowisko |
| ---------- | ----------------- | ---------------------------- | ------------------ |
| mjr piech. | Marcin Bagiński   | VI 1921 – † 5 I 1922 w Żywcu |                    |
| mjr        | Antoni Winczewski | II 1922 – X 1922             |                    |

Korpus oficerski baonu w dniu 30 października 1921
- mjr piech. Marcin Bagiński – dowódca baonu
- kpt. piech. Wilhelm Gawacki – dowódca kompanii
- kpt. piech. Teodor Zgoda-Baranowski – dowódca kompanii
- kpt. piech. Stanisław Józef Wiśniewski – dowódca kompanii
- kpt. lek. dr Bolesław Okuljar – lekarz
- por. gosp. Rafał Płatnicki – oficer kasowy
- pchor. gosp. Leon Kruczkowski – zastępca oficera kasowego
- por. kaw. Eugeniusz Redko
- por. piech. Stanisław Leśniak
- ppor. piech. Kazimierz Ludwik Dziurzyński
- ppor. piech. Wojciech Peszek
- ppor. piech. Stanisław Podraza
- ppor. piech. Bronisław Szulje

## Struktura organizacyjna
| Ordre de Bataille 7 batalionu celnego w Żywcu na dzień 1 czerwca 1921 | Ordre de Bataille 7 batalionu celnego w Żywcu na dzień 1 czerwca 1921 | Ordre de Bataille 7 batalionu celnego w Żywcu na dzień 1 czerwca 1921 | Ordre de Bataille 7 batalionu celnego w Żywcu na dzień 1 czerwca 1921 | Ordre de Bataille 7 batalionu celnego w Żywcu na dzień 1 czerwca 1921 |
| kompania                                                              | 1. Korbielów                                                          | 2. Ustroń                                                             | 3. Cieszyn                                                            | 4. Rajcza                                                             |
| --------------------------------------------------------------------- | --------------------------------------------------------------------- | --------------------------------------------------------------------- | --------------------------------------------------------------------- | --------------------------------------------------------------------- |
| dowódca                                                               | kpt. piech. Stanisław Józef Wiśniewski                                | por. piech. Stanisław Leśniak                                         | por. piech. dr inż. Bernard Löbel                                     | kpt. piech. Wilhelm Gawacki                                           |
| placówki                                                              | Sopotnia                                                              | Juraszyna                                                             | Zebrzydowice                                                          | Zwardoń                                                               |
| placówki                                                              | Kamiena                                                               | Leśna g.                                                              | Kaczyce                                                               | Zwardoń st.                                                           |
| placówki                                                              | Korbielów                                                             | Leśna g.                                                              | Ray                                                                   | Osna                                                                  |
| placówki                                                              | Krzyżówki                                                             | Jawornik                                                              | Otrembów                                                              | Rastoka                                                               |
| placówki                                                              | Watówki/Kędziory/                                                     | Wielki Stożek                                                         | Pogwizdów                                                             | Przygibek                                                             |
| placówki                                                              | Głuchaczki                                                            | Bystry                                                                | Marklowice                                                            | Soblówka                                                              |
| placówki                                                              | Zawoja                                                                | Jasnowice                                                             | Cieszyn                                                               | Glinki                                                                |
| placówki                                                              |                                                                       | Skawranów                                                             | Cieszyn                                                               | Okrągłe                                                               |
| placówki                                                              |                                                                       | Jaworzynka                                                            | Blogocice                                                             |                                                                       |
| placówki                                                              |                                                                       | Pońców                                                                |                                                                       |                                                                       |
| OdeB 7 batalionu celnego w Cieszynie na dzień 1 grudnia 1921:         |                                                                       |                                                                       |                                                                       |                                                                       |
| kompania                                                              | 1. Korbielów                                                          | 2. Koniaków                                                           | 3. Ujsoły                                                             | 4. Rajcza                                                             |
| dowódca                                                               | kpt. piech. Stanisław Józef Wiśniewski                                | por. piech. Stanisław Leśniak                                         | kpt. piech. Wilhelm Gawacki                                           | kpt. piech. Teodor Zgoda-Baranowski                                   |
| placówki                                                              | Sopotnia                                                              | Stożek Wielki                                                         | Soblówka                                                              | Myto                                                                  |
| placówki                                                              | Kamienna                                                              | Bystry                                                                | Wuniczki                                                              | Zwardoń                                                               |
| placówki                                                              | Korbielów                                                             | Jasnowice                                                             | Glinki                                                                | Skalana                                                               |
| placówki                                                              | Krzyżówki                                                             | Skowronów                                                             | Długi Groń                                                            | Ożna                                                                  |
| placówki                                                              | Wałowki                                                               | Jaworzynka                                                            | Okrągłe                                                               | Rostoka                                                               |
| placówki                                                              | Głuchaczki                                                            | Jaworzynka                                                            | Zlatna                                                                | Przygibek                                                             |
| OdeB 7 batalionu celnego w Żywcu dzień 1 sierpnia 1922:               |                                                                       |                                                                       |                                                                       |                                                                       |
| kompania                                                              | 1. Istebna                                                            | 2. Łodygowice                                                         | 3. Ujsoły                                                             | 4. Korbielów                                                          |
| dowódca                                                               | kpt. piech. Stanisław Józef Wiśniewski                                | por. Jakub Hećko                                                      | por. Konstanty Jucewicz                                               | ppor. Kazimierz Ludwik Dziurzyński                                    |
| placówki                                                              | Stożek                                                                |                                                                       |                                                                       |                                                                       |
| placówki                                                              | Bystra                                                                |                                                                       |                                                                       |                                                                       |
| placówki                                                              | Jasnowice                                                             |                                                                       |                                                                       |                                                                       |
| placówki                                                              | Jaworzynka                                                            |                                                                       |                                                                       |                                                                       |
| placówki                                                              | Jaworzynka szkoła                                                     |                                                                       |                                                                       |                                                                       |
| placówki                                                              | Maciejka                                                              |                                                                       |                                                                       |                                                                       |
| placówki                                                              | Bobczonka                                                             |                                                                       | Przygibek                                                             |                                                                       |
| placówki                                                              | Myto Zwardoń                                                          |                                                                       | Morgi                                                                 | Sopotnia                                                              |
| placówki                                                              | Stacja Zwardoń                                                        |                                                                       | Klin                                                                  | Kamienna                                                              |
| placówki                                                              | Skalana                                                               |                                                                       | Glinka                                                                | Korbielów górny                                                       |
| placówki                                                              | Ożna                                                                  |                                                                       | Straceniec                                                            | Krzyżówki                                                             |
| placówki                                                              | Magrina                                                               |                                                                       | Złatna                                                                | Głuchaczki                                                            |